# Lettres grecques en mathématiques financières

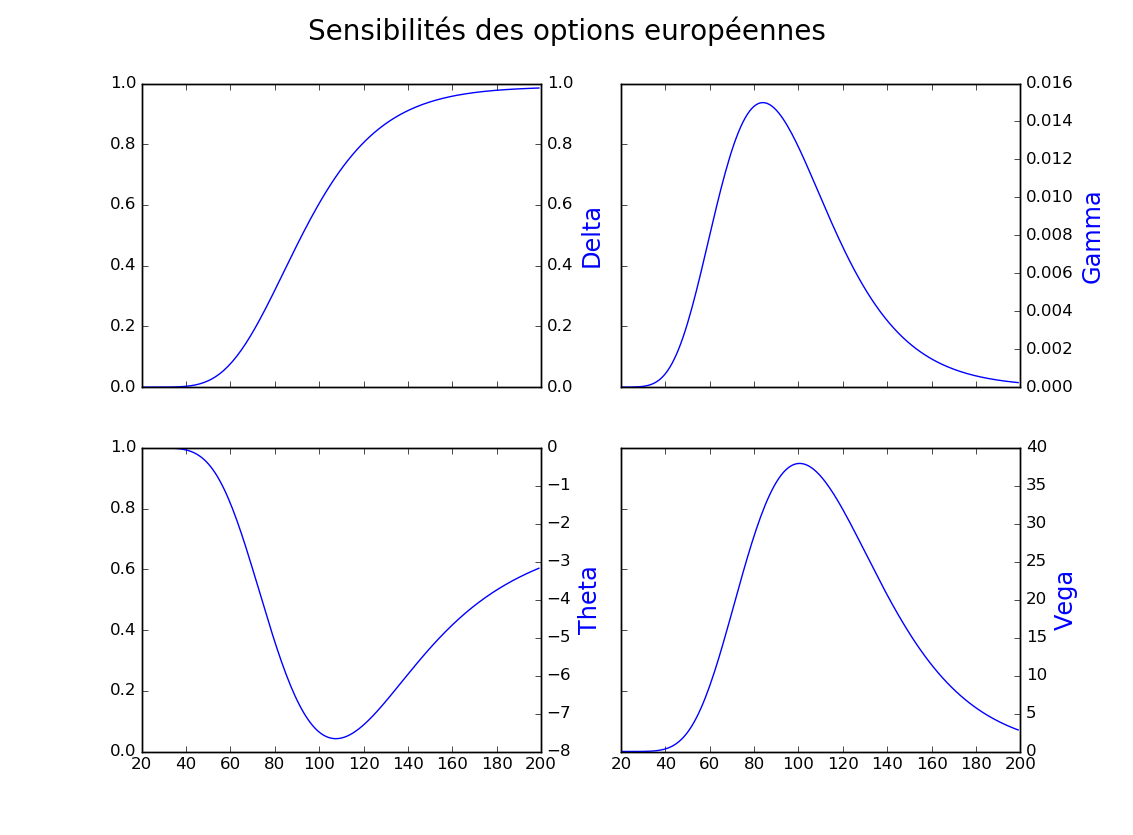
Courbes de sensibilités des options européennes selon le modèle Black et Scholes

Les lettres grecques ou grecques ou grecs sont les instruments de base de la gestion financière des options. Elles découlent des principaux modèles d'évaluation d'option, notamment de celui de Black Scholes.  
Ces indicateurs calculent l'impact sur le prix de l'option d'une variation des paramètres qui le forment :
- le prix du sous-jacent (ou spot) {\displaystyle S\,\!},
- le prix d'exercice fixé par l'option (ou strike) {\displaystyle {\mathcal {}}K},
- la volatilité implicite {\displaystyle \sigma \,\!},
- l'échéance de l'option {\displaystyle T\,\!}, c'est-à-dire le temps au bout duquel l'option peut être exécutée
- le taux d'intérêt (ou interest rate) {\displaystyle r\,\!}.

- {\displaystyle d_{1}={\frac {1}{\sigma {\sqrt {T}}}}\left[\ln \left({\frac {S}{K}}\right)+\left(r+{\frac {1}{2}}\sigma ^{2}\right)T\right]}

- {\displaystyle d_{2}=d_{1}-\sigma {\sqrt {T}}}

- {\displaystyle N'(x)={\frac {1}{\sqrt {2\pi }}}e^{-x^{2}/2}}, la fonction de densité de probabilité de la loi normale centrée réduite.

- {\displaystyle N(x)=\int \limits _{-\infty }^{x}{\frac {1}{\sqrt {2\pi }}}e^{-t^{2}/2}dt}, la fonction de répartition de la loi normale centrée réduite.

## Définitions
En reprenant les notations expliquées dans le modèle de Black et Scholes et en notant {\displaystyle P\,\!} la prime de l'option, on a les dérivées suivantes.

### Le delta
Le delta {\displaystyle \Delta } d'un portefeuille, ne dépendant que d'un seul sous-jacent, correspond à la dérivée partielle, toutes choses égales par ailleurs, de la valeur {\displaystyle \Pi } de ce portefeuille par rapport au prix {\displaystyle S} de ce sous-jacent :{\displaystyle \Delta :={\frac {\partial \Pi }{\partial S}}.}
Par exemple, considérons un portefeuille constitué, à l'instant 0, d'une quantité {\displaystyle A} d'une certaine action, ne rapportant pas de dividendes, et d'une quantité {\displaystyle B} d'argent investi au taux sans risque {\displaystyle r} ({\displaystyle A} et {\displaystyle B} pouvant être négatifs en cas d'emprunt ou de vente à découvert). Supposons que le détenteur de ce portefeuille ne le modifie pas au cours du temps. Si {\displaystyle S_{t}} désigne le prix de l'action au temps {\displaystyle t}, alors la valeur du portefeuille au temps {\displaystyle t} vaut {\displaystyle \Pi _{t}=AS_{t}+Be^{rt}}. Ainsi le delta au temps {\displaystyle t} vaut {\displaystyle \Delta _{t}=A}.
Autre exemple : considérons un portefeuille uniquement composé, à l'instant 0, d'une option d'achat européenne sur cette même action d'échéance {\displaystyle T} et de prix d'exercice {\displaystyle K}. Dans ce cas la valeur du portefeuille au temps 0 correspond simplement au prix de l'option d'achat. Admettons que le modèle de Black et Sholes s'applique, c'est-à-dire que le prix de l'action suit un mouvement brownien géométrique. Dans ce cas le prix de l'option d'achat, au temps 0, est donné par la célèbre formule de Black et Sholes : {\displaystyle S_{0}N(d_{1})-Ke^{-rT}N(d_{2})}. La dérivée par rapport à {\displaystyle S_{0}} peut se calculer et donne le delta : {\displaystyle \Delta _{achat}=N(d_{1})}. 
Pour un portefeuille constitué d'une option de vente, dans le même contexte que ci-dessus, on aura plutôt {\displaystyle \Delta _{vente}=N(d_{1})-1}.
Dans le modèle de Black et Sholes, le prix d'une option d'achat est une fonction croissante du prix du sous-jacent, ainsi le delta d'un portefeuille contenant une telle option est positif. Au contraire celui d'une option de vente est une fonction décroissante donnant un delta négatif. Intuitivement cela peut s'expliquer par le fait que, plus le prix du sous-jacent est élevé, plus la probabilité que l'option d'achat soit dans la monnaie à maturité est grande. Symétriquement, plus le prix du sous-jacent est bas, plus la probabilité que l'option de vente soit dans la monnaie à maturité est grande. En outre, {\displaystyle \Delta _{achat}\leq 1} et {\displaystyle \Delta _{vente}\geq -1}. On le comprend en prenant le cas extrême d'une option d'achat de prix d'exercice nul, sur un sous-jacent qui ne peut pas avoir un prix négatif. Le prix de cette option sera toujours égale au prix du sous-jacent. Sa dérivée par rapport au prix du sous-jacent sera donc égale à 1. Un raisonnement symétrique permet de comprendre pourquoi le delta d'une option de vente est supérieur à -1. En somme, on a nécessairement : {\displaystyle 0\leq \Delta _{achat}\leq 1} et {\displaystyle -1\leq \Delta _{vente}\leq 0}.
Pour connaître le delta d'un portefeuille contenant plusieurs positions, il suffit d'utiliser la linéarité de la dérivation et de faire la combinaison linéaire des deltas de chaque position prise individuellement. Par exemple, toujours dans le même contexte, un portefeuille contenant {\displaystyle A} actions et {\displaystyle C} options d'achat sur cette même action aura un delta valant {\displaystyle A+CN(d_{1})}.
Un portefeuille est dit être delta-neutre quand son delta vaut tout le temps 0. Cela signifie que sa valeur est insensible aux variations de prix du sous-jacent. En utilisant la linéarité du delta, on peut rendre un portefeuille contenant une option delta-neutre en achetant/vendant dynamiquement une quantité adaptée de sous-jacent. Cette stratégie de couverture de l'option s'appelle la stratégie de couverture par le delta (delta-hedging en anglais). Par exemple si on note {\displaystyle \Delta _{t}} le delta de l'option seule au temps {\displaystyle t} alors il suffit de posséder une quantité {\displaystyle -\Delta _{t}} du sous-jacent au temps {\displaystyle t} pour avoir un portefeuille delta-neutre. Evidemment, en pratique il y a des complications comme les coûts de transactions ou encore le fait qu'une gestion dynamique en temps continu est impossible et se fait plutôt à des intervalles de temps réguliers (une fois par jour par exemple).

### Le gamma
{\displaystyle \gamma _{Call}=\gamma _{Put}={\frac {\partial ^{2}P}{\partial S^{2}}}={\frac {N'(d_{1})}{S\sigma {\sqrt {T}}}}}

Courbes du prix, du delta et du gamma pour des options européennes sur actions ne payant pas de dividendes dans le modèle de Black et Sholes en fonction du prix du sous-jacent.

Le gamma représente la convexité ou la termaxité du prix d'une option en fonction du cours du sous-jacent. Il indique si le prix de l'option a tendance à évoluer plus ou moins vite que le prix du sous-jacent. Par analogie, on peut comparer le delta à la vitesse et le gamma à l'accélération. Le gamma est une fonction décroissante de la maturité.
Une autre lecture du gamma est le sens d'évolution du delta en fonction du prix du sous-jacent. Un gamma positif indique que le prix du sous-jacent et du delta évoluent dans le même sens, alors qu'un gamma négatif montre le contraire.
Comme {\displaystyle \gamma _{call}\geq 0} et {\displaystyle \gamma _{put}\geq 0}, on dit qu'un acheteur de call ou de put sera long de gamma, ou que son portefeuille sera gamma positif, et qu'un vendeur sera court (short) de gamma, ou gamma négatif. Toutes choses égales par ailleurs, le gamma est maximum lorsque l'option est à la monnaie (i.e. lorsque son delta est égal à 0.5). Un portefeuille comportant des positions acheteuses (dites longues) et vendeuses (dites courtes) d'options à différents prix d'exercice (sur un même sous-jacent) verra donc la valeur de son gamma évoluer, voire changer de signe, en fonction des évolutions du prix du sous-jacent.
Le gamma d'un portefeuille d'options est la somme des gammas de chacune des options qui le composent. 

### Le thêta

Courbes du prix et du thêta d'options européennes sur actions ne payant pas de dividendes dans le modèle de Black et Sholes en fonction de la maturité.

Le thêta est le coût (ou le gain) du temps qui passe sur un portefeuille d'options. Il évalue combien le passage du temps influe sur la valeur d'une option. Une position longue d'options (gamma positive) sera thêta négative. Le trader devra veiller tous les jours à payer son thêta journalier en profitant de sa position longue en gamma. On préfèrera donc être long d'une option qui soit suffisamment volatile, ainsi en rebalançant la position, on pourra payer le temps qui passe en tradant le gamma.

{\displaystyle \theta =-{\frac {\partial P}{\partial T}}}
Pour un call européen sur une action ne versant pas de dividendes :
{\displaystyle \theta _{call}=-{\frac {SN'(d_{1})\sigma }{2{\sqrt {T}}}}-rKe^{-rT}N(d_{2})}
Pour un put européen sur une action ne versant pas de dividendes :
{\displaystyle \theta _{put}=-{\frac {SN'(d_{1})\sigma }{2{\sqrt {T}}}}+rKe^{-rT}N(-d_{2})}

### Le rhô
Il est le taux de variation de la valeur de la prime en fonction du taux sans risque.
{\displaystyle \rho ={\frac {\partial P}{\partial r}}}
- {\displaystyle \rho _{call}=KTe^{-rT}N(d_{2})}

- {\displaystyle \rho _{put}=-KTe^{-rT}N(-d_{2})}

### Le véga
{\displaystyle \nu _{call}=\nu _{put}={\frac {\partial P}{\partial \sigma }}=S{\sqrt {T}}N'(d_{1})}
Le véga mesure de la sensibilité à la volatilité implicite (voir modèle Black-Scholes). Représenté par la lettre nu minuscule car le nom « véga » n'est pas lui-même un nom de lettre grecque.
Comme {\displaystyle \nu _{call}\geq 0} et {\displaystyle \nu _{put}\geq 0}, on dit qu'un acheteur de call ou de put sera long de véga, ou que son portefeuille sera véga positif, et qu'un vendeur sera court (short) de véga, ou véga négatif.
Contrairement au gamma et au thêta, le véga est une fonction croissante de la maturité. Ainsi une augmentation parallèle de la volatilité aura plus d'impact sur les options dont la date d'échéance est éloignée que sur celles dont elle est proche.
Une position généralement appréciée des traders et des markets makers est alors d'avoir une position globalement gamma positive (sensible aux grands mouvements de marché) et véga négative, qui consiste à acheter des options courtes et à vendre des options longues.

## Utilisation

### Des indicateurs de risques
Les grecques sont avant tout des indicateurs des risques pris par celui qui a acheté ou vendu des options. Elles détaillent ces risques par origine : le prix du sous-jacent, la volatilité implicite, le temps et le taux d'intérêt.
Elles vont donc permettre de gérer chacun de ces paramètres finement, que ce soit au niveau du trading, ou au niveau des services de contrôle des risques dans les structures où ils existent.
Les grecques sont extrêmement importants car ils permettent de couvrir les risques associés à un portefeuille d’options. En général, les traders ne couvrent pas les risques associés à chaque option, mais plutôt les risques globaux d’un portefeuille d’options dont ils sont chargés. Les logiciels de gestion des risques leur donnent les valeurs de ces grecques afin qu’ils sachent directement quels produits acheter ou vendre pour couvrir les risques qu’ils décident de neutraliser.
Un portefeuille « totalement » couvert est un portefeuille pour lequel tous les grecques valent zéro : aucune sensibilité à aucun paramètre.
En pratique, il est impossible de réduire les risques à zéro. En effet, les grecques sont eux aussi sensibles aux mêmes paramètres et les valeurs évoluent en permanence avec l’évolution des marchés.

### Des outils de gestion pour letrader
La stratégie de gestion d'options la plus courante est appelée gestion en delta neutre. Elle consiste à éliminer à chaque instant le risque lié au prix du sous-jacent.
Prenons l'exemple d'un trader qui vend à l'instant {\displaystyle t_{0}} {\displaystyle n} calls identiques, de delta {\displaystyle \delta _{0}}. Le delta de son portefeuille est alors de {\displaystyle n\,\times \,\delta _{0}}. Voulant immuniser son portefeuille contre les variations de prix du sous-jacent, il va annuler ce delta. La solution la plus simple en général est alors d'acheter (car dans le cas d'un call, {\displaystyle \delta _{call}\geq 0}) une quantité {\displaystyle n\,\times \,\delta _{0}} de sous-jacent. En effet, par définition, le delta du sous-jacent est égal à 1.
Seulement, au cours de la vie de cette option, son delta va évoluer, notamment parce que le prix du sous-jacent aura changé. À l'instant {\displaystyle t_{1}}, le delta {\displaystyle \delta _{1}} sera différent de {\displaystyle \delta _{0}} et donc la couverture du portefeuille ne sera plus optimale : le trader devra ajuster celle-ci en rachetant ou en vendant un peu plus de sous-jacent.
Prendre en compte le gamma permet d'optimiser cette gestion. Lorsque le gamma est positif, le delta augmente quand le prix du sous-jacent monte. Situation confortable pour l'opérateur qui doit vendre du sous-jacent lors des hausses marché, et en racheter lors des baisses. Ces aller-retour sur le sous-jacent sont utilisés pour regagner le coût du passage du temps (on dit souvent : payer le thêta). En revanche, si le gamma est négatif, il doit mener les opérations inverses, et les aller-retour doivent perdre moins que ce que fait gagner le thêta.
En outre, plus le gamma est important, plus les interventions pour neutraliser le delta seront fréquentes, ce qui peut poser un problème dans un environnement où les coûts de transaction sont élevés. À l'inverse, si le gamma de l'option est nul, le trader peut conserver une position fixe tout au long de la durée de vie de l'option.
Une gestion en delta neutre peut être un moyen de parier sur la volatilité : le portefeuille étant théoriquement immunisé contre les variations de prix du sous-jacent, sa valeur va principalement évoluer en fonction de la volatilité implicite.